# Metastelma stipitatum
Metastelma stipitatum är en oleanderväxtart som först beskrevs av Donovan Stewart Correll, och fick sitt nu gällande namn av S. Liede. Metastelma stipitatum ingår i släktet Metastelma och familjen oleanderväxter. Inga underarter finns listade i Catalogue of Life.